# Mausoleo di Santa Costanza

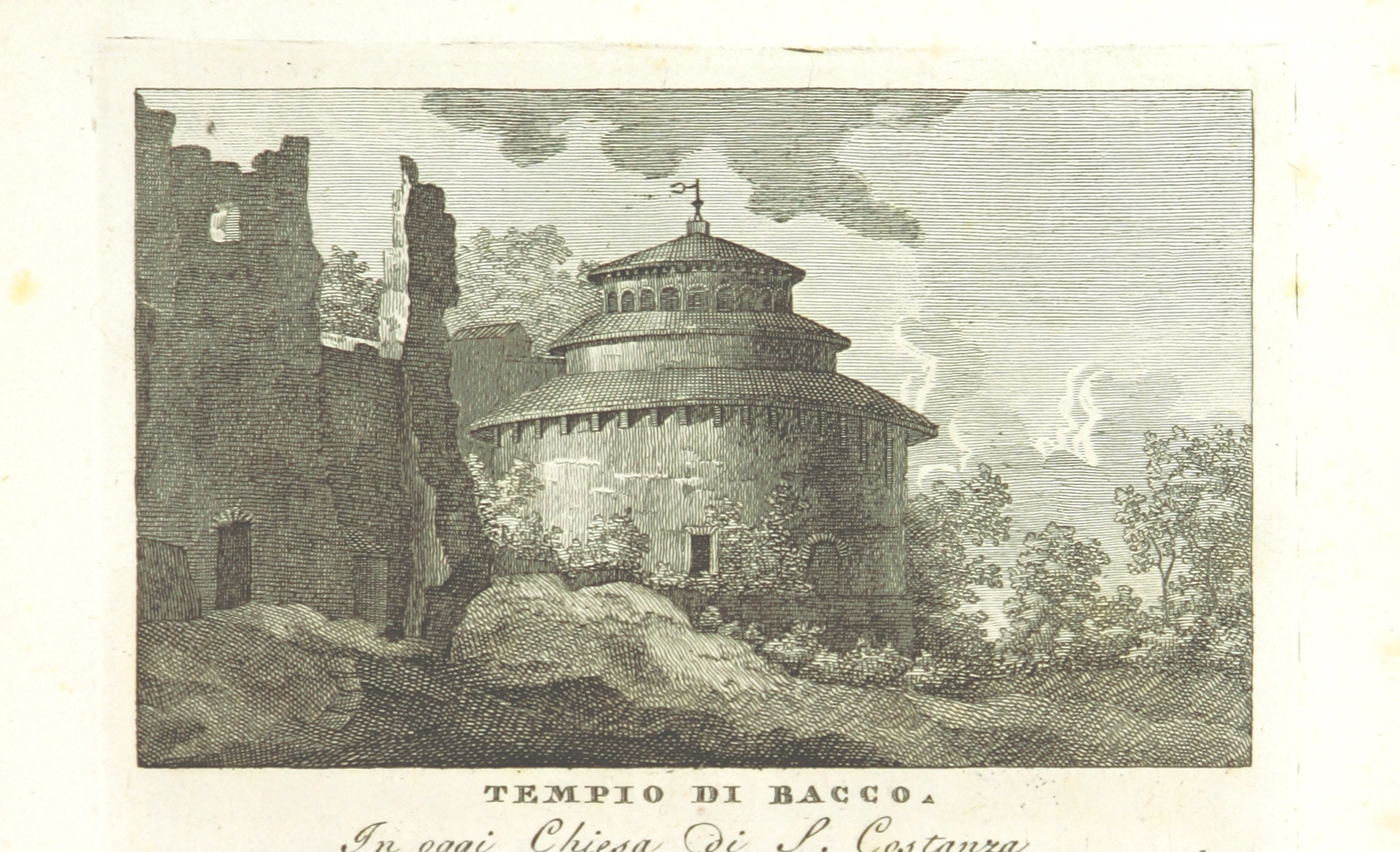
Il Mausoleo in una pubblicazione del 1820

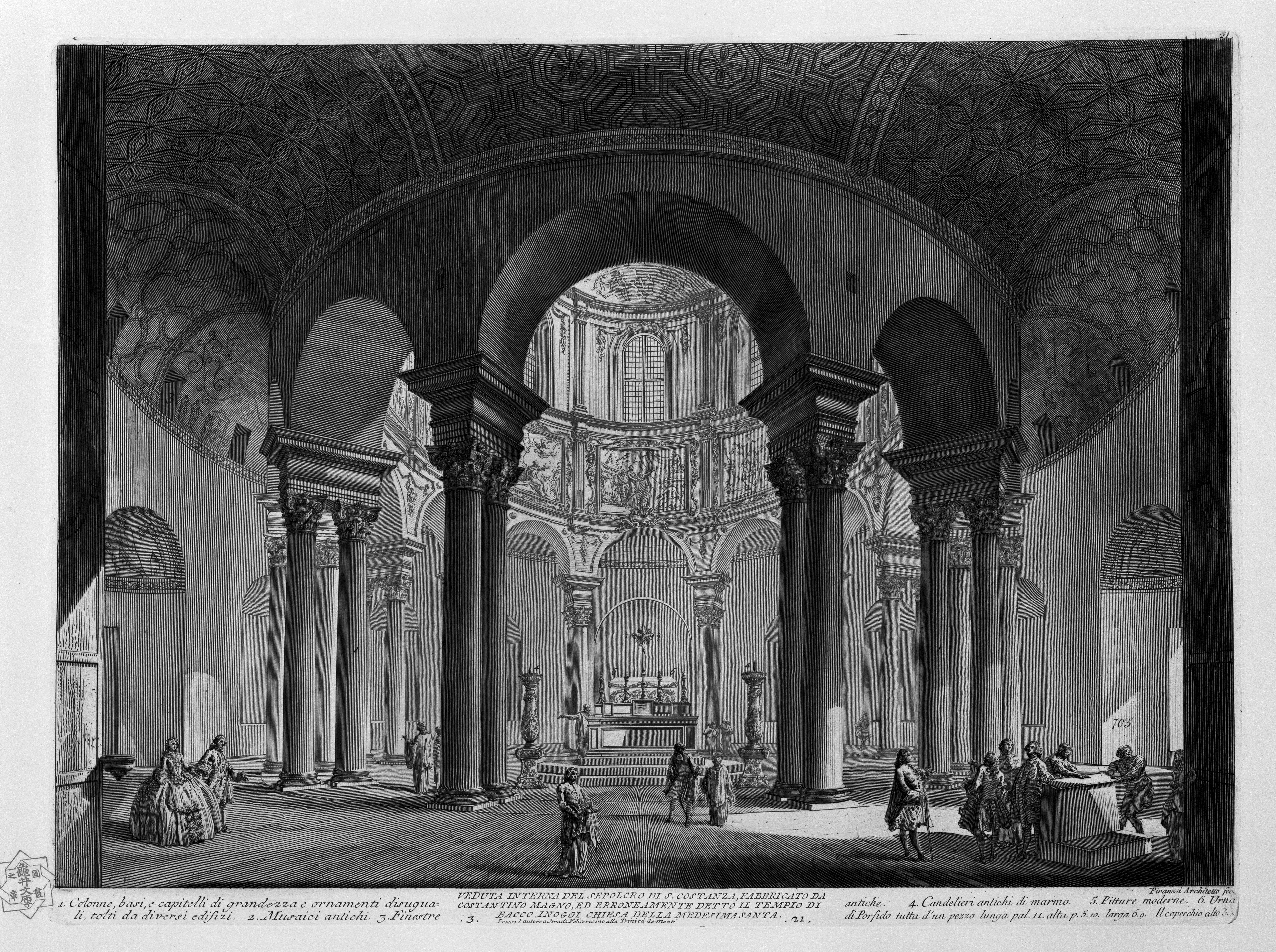
Incisione di Giovanni Battista Piranesi della metà del XVIII secolo

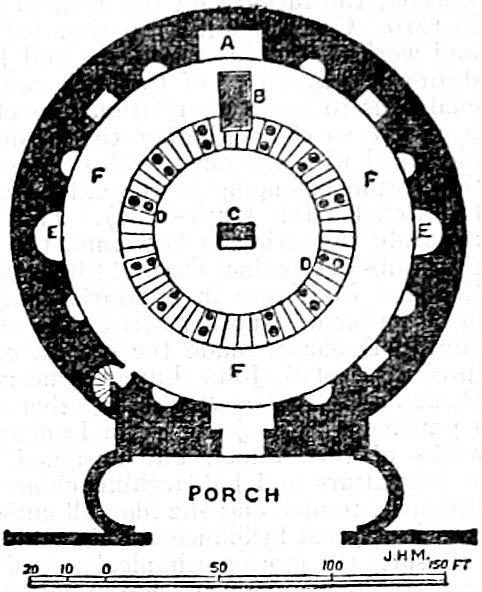
Pianta del Mausoleo

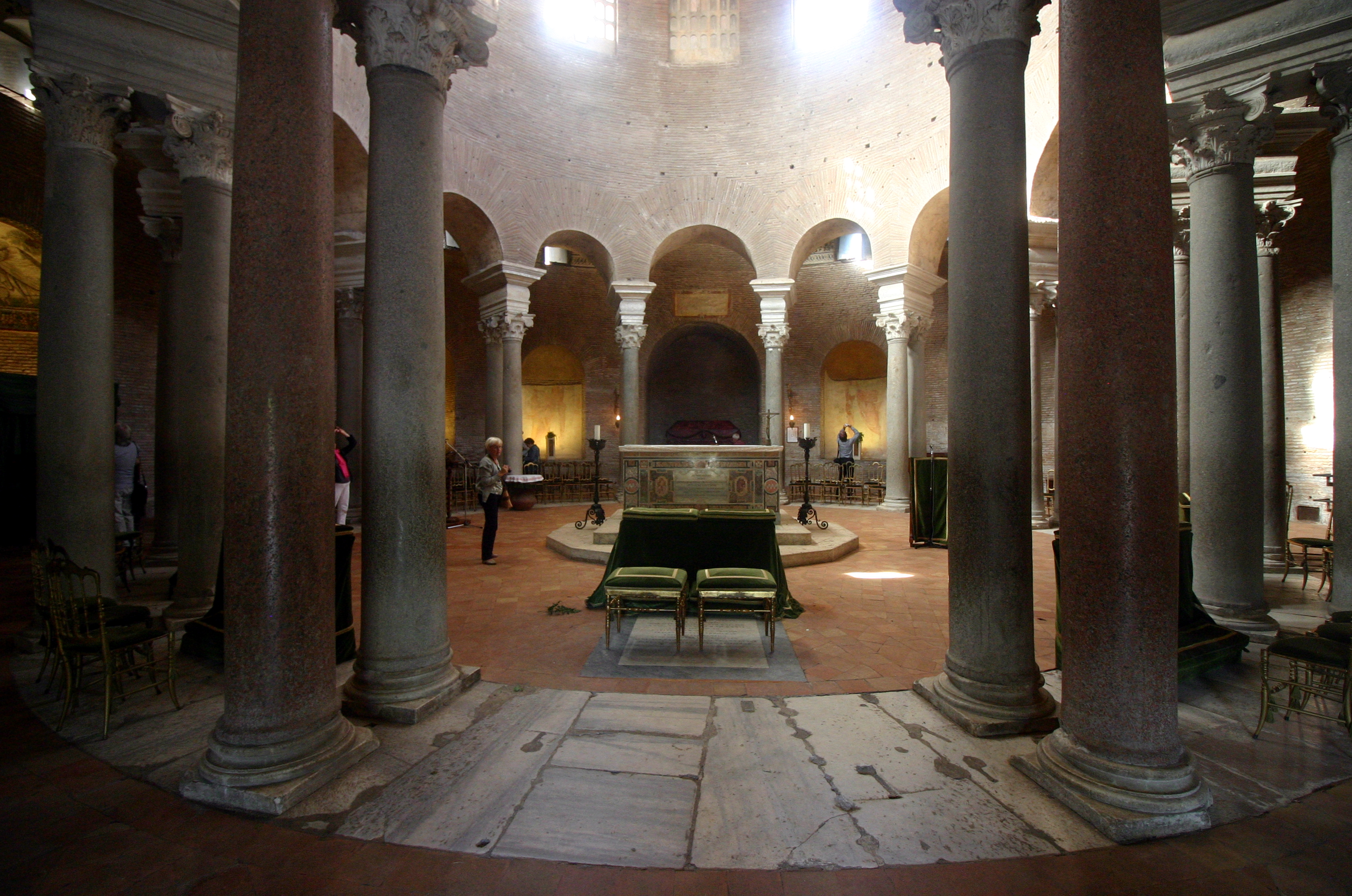
Vista dell'interno

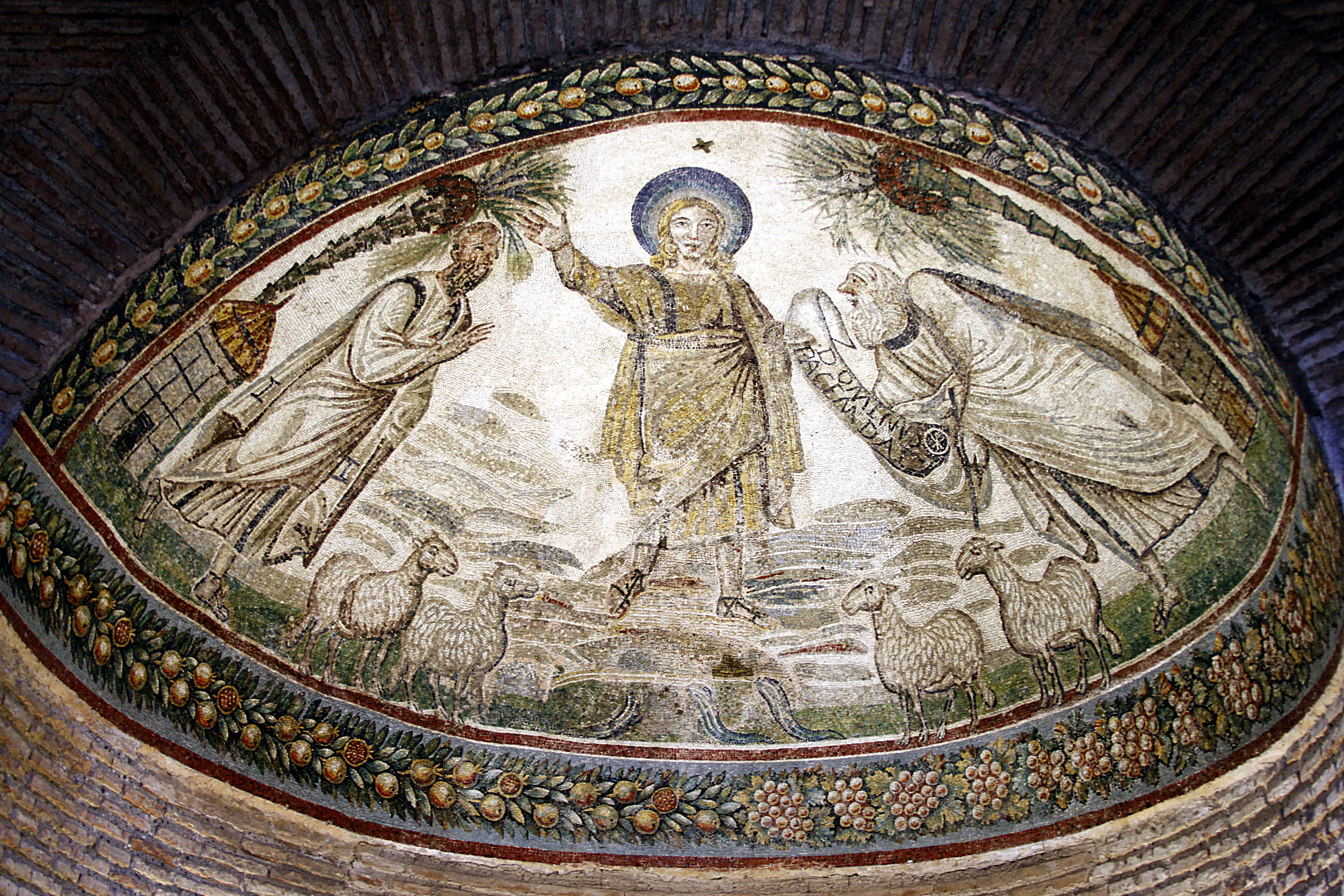
Mosaico della consegna della legge (traditio legis): vi si nota raffigurato un Cristo imberbe

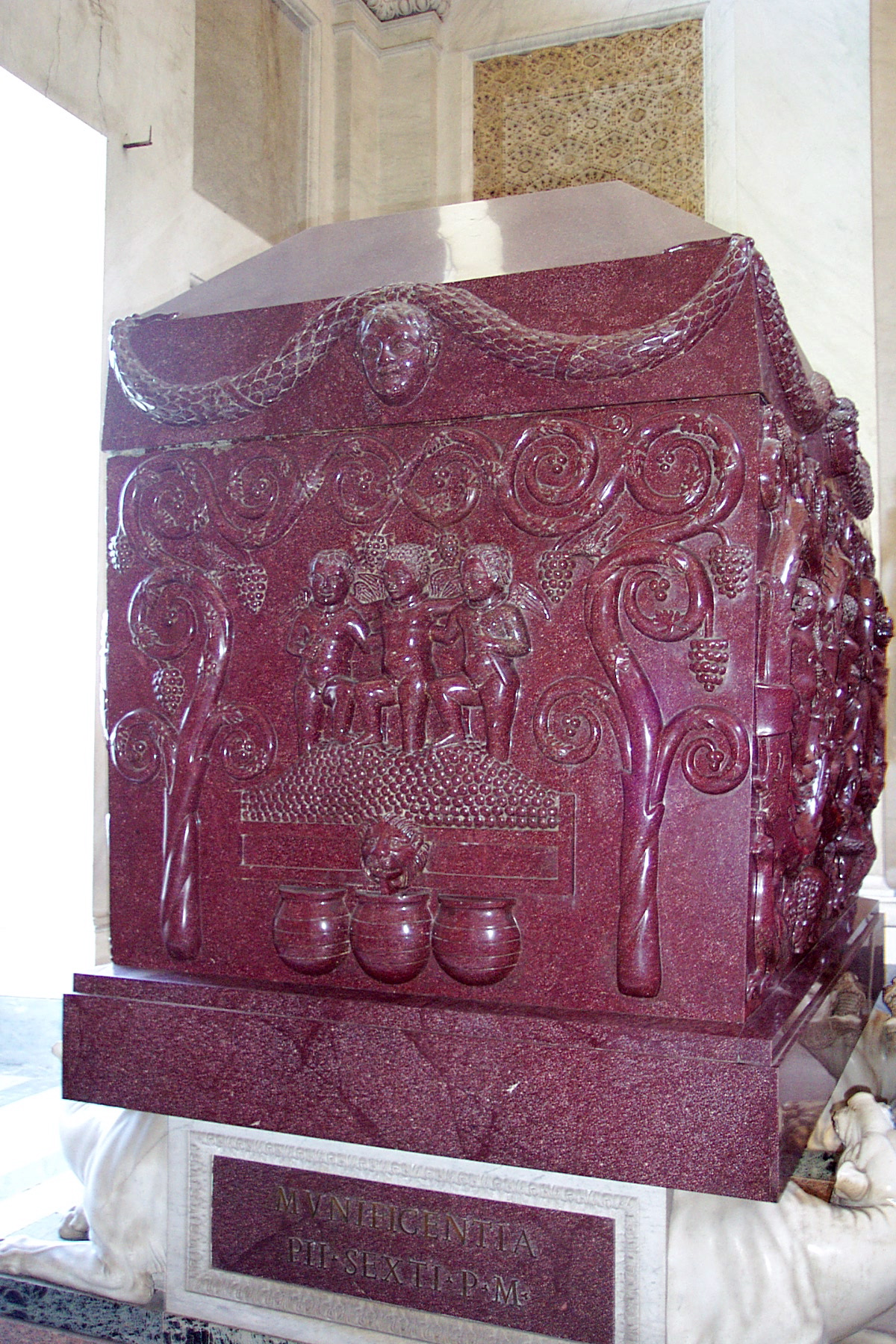
Sarcofago di Costantina, oggi conservato ai Musei Vaticani

Il mausoleo di Costantina, meglio conosciuto come mausoleo di santa Costanza, è un luogo di culto cattolico di Roma situato in via Nomentana, all'interno del complesso monumentale di Sant'Agnese fuori le mura.

## Storia
Fu fatto costruire tra il 340 e il 345, come proprio mausoleo, da Costanza, figlia di Costantino I, a ridosso della basilica costantiniana, presso la sepoltura di sant'Agnese, della quale Costantina era una devota. Vi furono sepolte sia Costantina sia la sorella Elena, consorte dell'imperatore Flavio Claudio Giuliano. L'edificio fu detto "di Santa Costanza" nel medioevo, quando Costantina venne venerata come santa. 
Il mausoleo, come la basilica (oggi allo stato di rudere) al cui fianco sinistro era collegato, fu di proprietà imperiale, e non ecclesiastica, e dopo esser stato utilizzato come battistero della basilica di Sant'Agnese fuori le mura, divenne chiesa autonoma nel 1254 per volere di papa Alessandro IV.
Nel Rinascimento, a causa delle sue caratteristiche spaziali e del suo grado di conservazione, fu oggetto di un grande interesse da parte degli architetti, anche se le scene di vendemmia presenti nei mosaici hanno fatto sì che per secoli l'edificio sia stato erroneamente identificato come un tempio di Bacco.

## Architettura
L'edificio introduce motivi dell'architettura paleocristiana, pur rappresentando la fase finale dell'architettura romana tardo antica.
Il mausoleo ha una pianta centrale con un vano circolare coperto da una cupola ed illuminato da dodici finestre superiormente concluse ad arco che definiscono una fascia luminosa intorno al tamburo. La cupola poggia su 12 coppie di colonne, binate in senso radiale, disposte ad anello. Le colonne hanno capitelli compositi di reimpiego. Esternamente le colonne delimitano un deambulatorio (corridoio anulare) coperto con volta a botte decorata con mosaici.
Tale struttura crea spazi fortemente caratterizzati dal contrasto tra luce e penombra.
La pianta circolare di questo, come di altri edifici paleocristiani, viene riferita ai modelli provenienti dall'architettura romana, utilizzati in mausolei funebri o ninfei come il cosiddetto tempio di Minerva Medica, dell'inizio del IV secolo, (ninfeo degli Horti Liciniani), anche se la presenza del deambulatorio esterno rappresenta un elemento tipico dell'architettura paleocristiana che qui trova una delle sue prime applicazioni.
All'esterno dell'ambulacro correva un altro anello, oggi scomparso, in modo simile alla poco posteriore, chiesa di Santo Stefano Rotondo.
La spessa parete esterna presenta numerose nicchie verso l'ambulacro, una delle quali ospitava il sarcofago in porfido di Costantina, ora ai Musei Vaticani.
Quando il mausoleo fu trasformato in battistero, all'esterno fu realizzato un nartece, costituito da un piccolo atrio con absidi sui due lati, che precede la chiesa vera e propria. All'interno si notano ancora i basamenti di una fonte battesimale.

## Mosaici
La cupola dell'edificio era, in origine, ricoperta da mosaici, distrutti intorno al 1620 in quanto in pessimo stato. Ne resta testimonianza in un disegno del portoghese Francisco de Hollanda: nel circolo più esterno era rappresentata una scena fluviale nella quale dei puttini pescavano in acque in cui pullulavano pesci e crostacei; dal fiume emergevano alcune isolette dalle quali si staccavano dei candelabri-cariatidi, che raggiungevano a raggiera il clipeo centrale della cupola, decorato con un velario a conchiglia. Da questi candelabri si distaccavano alcuni racemi, che incorniciavano medaglioni disposti su due ordini circolari, nei quali erano raffigurate storie dell'Antico e del Nuovo Testamento. La simbologia era legata alla salvezza attraverso l'adempimento delle Scritture.
Le pareti del tamburo erano invece decorate a opus sectile, con tarsie di marmi preziosi. Di tali opere rimangono alcune testimonianze in disegni del XVI secolo.
Esistono ancora, invece, i mosaici originari del IV secolo, nella volta anulare che copre il deambulatorio. I settori individuati dalle coppie di colonne delimitano spazi di forma trapezoidale, che accolgono decorazioni con motivi che si ripetono uguali alle estremità opposte, a eccezione del riquadro situato in corrispondenza dell'ingresso, a cui corrisponde sul lato opposto l'apertura della torretta dell'ambulacro. Vi sono rappresentati motivi geometrici e naturalistici (pavoni, colombe, rami con frutti), motivi geometrici, riquadri con amorini alati e "psicai" con ali di farfalla, scene di vendemmia, trasporto con carri e pigitatura dell'uva, oltre a emblemata con protomi femminili, in una delle quali, secondo alcuni studiosi, sarebbe riconoscibile la stessa Costantina. Per quanto lo schema ricordi i mosaici pavimentali (molti dei motivi usati sono confrontabili con mosaici pavimentali africani), non è certo che vi avessero lavorato équipe musive di solito addette alla decorazione pavimentale.
In questo soffitto si può individuare uno dei primi casi di adattamento di temi pagani tradizionali, come la vendemmia, alla nuova iconografia cristiana (Cristo-vite). È stata sottolineata la difficoltà dei nuovi committenti alle prese, a metà del IV secolo, con la realizzazione di immagini in grado di comunicare contenuti non più legati alla Salvezza, ma a quelli della Chiesa trionfante.
Nelle due nicchie sono presenti mosaici simili che rappresentano una Traditio legis e una Traditio pacis.
La prima scena, seppur pesantemente restaurata nel XIX secolo (san Pietro appare senza barba), rappresenta, davanti a uno scenario di palme uno dei primi esempi a mosaico di tale raffigurazione, che simboleggia il primato del papato. 
Cristo ha in mano i due rotoli della legge e ne porge uno a un deferente San Pietro, che lo riceve coprendosi le mani col manto in segno di rispetto. Molto particolare è che il Cristo appaia adulto e barbuto, secondo lo schema orientale, in veste purpurea, attorniato da palme, quale imperatore sul globo terracqueo e/o sul cosmo, secondo un'iconografia che si ricorda prima di allora solo nelle catacombe di Commodilla: un ulteriore segno della volontà di ribadire il primato della religione cristiana romana attraverso il Cristo-dominatore del mondo. Perduta l'abside costantiniana dell'antica basilica di San Pietro in Vaticano, che pare riportasse una Traditio legis, è questa una delle prime rappresentazioni di questo tema in sede monumentale. I mosaici di Santa Costanza sono i più antichi mosaici monumentali cristiani sopravvissuti a Roma (360).
Nella seconda scena, lo schema tipico della "Consegna della Legge" è adattato per una "Consegna della pace" (Traditio pacis), perlomeno stando al cartiglio porto a san Pietro, sul quale campeggia la scritta Dominus pacem dat (allusione alla pace del riposo eterno e al Paradiso), seguita dal Monogramma di Cristo. La parola "pace" era infatti sinonimo della morte cristiana, come dimostra la frase tradizionale che appare sul libro retto dal Leone di San Marco: "Pax tibi Marce.." (allusione alla sepoltura finale dell'apostolo).  Il Cristo è raffigurato giovane e in gloria, splendente d'oro, poggiante sulle nubi che sovrastano una collinetta, simbolo dell'Eden, il centro del mondo, da cui sgorgano i quattro fiumi paradisiaci, cui si  avvicinano quattro pecore, cioè i fedeli. È un'immagine quindi del Giudizio finale. Ai lati stanno in adorazione San Pietro, con in mano un bastone, simbolo della sua dignità di primo Papa,  e San Paolo;  alle loro spalle due piccoli mausolei stilizzati, affiancati da una palma, ricordano i due santuari sorti a Roma sulle loro tombe.

## Collegamenti
È raggiungibile dalla stazione Sant'Agnese/Annibaliano.

## Galleria d'immagini

Interno
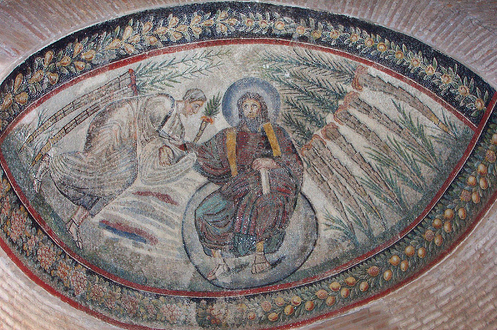
Mosaici
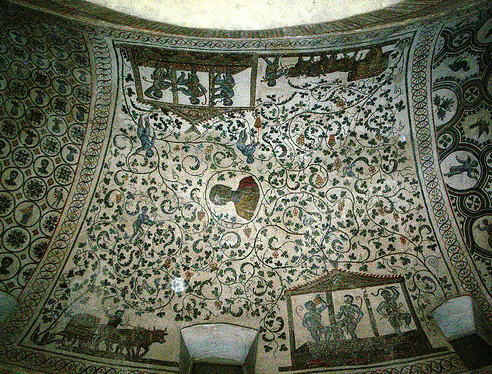
Mosaici